# Habenaria albertii
Habenaria albertii är en orkidéart som beskrevs av Frederico Carlos Hoehne. Habenaria albertii ingår i släktet Habenaria och familjen orkidéer. Inga underarter finns listade i Catalogue of Life.